# لاكتاليس
لاكتاليس هي شركة فرنسية متعددة الجنسيات لمنتجات الألبان ، مملوكة لعائلة بسنير ومقرها في لافال ، مايين ، فرنسا. كان الاسم السابق للشركة هو بسنير أس أيه .
لاكتاليس هي أكبر مجموعة منتجات ألبان في العالم ، وثاني أكبر مجموعة منتجات غذائية في فرنسا بعد دانون .  وهي تمتلك علامات تجارية مثل بارملات و بريزيدون و سيجي لمنتجات الألبان و سكانمجيرير و راشيل للمنتجات العضوية و ستونيفيلد فارم . 

## روابط خارجية
- الموقع الرسمي